# Saneczkarstwo na Zimowych Igrzyskach Olimpijskich 1968
Saneczkarstwo na Zimowych Igrzyskach Olimpijskich 1968 odbyło się w dniach 11 – 13 lutego 1968 roku na torze w Villard-de-Lans. Zawodnicy walczyli w jedynkach kobiet i mężczyzn oraz dwójkach mężczyzn.

## Wyniki

### Jedynki mężczyzn
| Miejsce | Zawodnik            | Reprezentacja | Czas    |
| ------- | ------------------- | ------------- | ------- |
| złoto   | Manfred Schmid      | Austria       | 2:52,48 |
| srebro  | Thomas Köhler       | NRD           | 2:52,66 |
| brąz    | Hans Plenk          | NRD           | 2:53,33 |
| 4.      | Zbigniew Gawior     | Polska        | 2:53,51 |
| 5.      | Josef Feistmantl    | Austria       | 2:53,57 |
| 6.      | Hans Plenk          | RFN           | 2:53,67 |
| 7.      | Horst Hörnlein      | NRD           | 2:54,10 |
| 8.      | Jerzy Wojnar        | Polska        | 2:54,62 |
| 9.      | Leonhard Nagenrauft | RFN           | 2:54,71 |
| 10.     | Emilio Lechner      | Włochy        | 2:55,10 |

### Dwójki mężczyzn
| Miejsce | Zawodnicy                       | Reprezentacja | Czas    |
| ------- | ------------------------------- | ------------- | ------- |
| złoto   | Klaus Bonsack Thomas Köhler     | NRD           | 1:35,85 |
| srebro  | Manfred Schmid Ewald Walch      | Austria       | 1:36,34 |
| brąz    | Wolfgang Winkler Fritz Nachmann | RFN           | 1:37,29 |
| 4.      | Hans Plenk Bernhard Aschauer    | RFN           | 1:37,61 |
| 5.      | Horst Hörnlein Reinhard Bredow  | NRD           | 1:37,81 |
| 6.      | Zbigniew Gawior Ryszard Gawior  | Polska        | 1:37,85 |
| 7.      | Josef Feistmantl Wilhelm Biechl | Austria       | 1:38,11 |
| 8.      | Giovanni Graber Enrico Graber   | Włochy        | 1:38,15 |
| 9.      | Lucjan Kudzia Stanisław Paczka  | Polska        | 1:38,17 |
| 10.     | Ernesto Mair Sigisfredo Mair    | Włochy        | 1:38,67 |

### Jedynki kobiet
| Miejsce | Zawodniczka       | Reprezentacja  | Czas    |
| ------- | ----------------- | -------------- | ------- |
| złoto   | Erika Lechner     | Włochy         | 2:28,66 |
| srebro  | Christina Schmuck | RFN            | 2:29,37 |
| brąz    | Angelika Dünhaupt | RFN            | 2:29,56 |
| 4.      | Helena Macher     | Polska         | 2:30,05 |
| 5.      | Jadwiga Damse     | Polska         | 2:30,15 |
| 6.      | Dana Bedlová      | Czechosłowacja | 2:30,35 |
| 7.      | Anna Mąka         | Polska         | 2:30,40 |
| 8.      | Ute Gehler        | RFN            | 2:30,42 |
| 9.      | Leni Thurner      | Austria        | 2:30,50 |
| 10.     | Marlene Korthals  | Austria        | 2:31,33 |